# Submarino TCG Gür (1934)
El TCG Gür fue un submarino, anteriormente conocido como E-1 (Echevarrieta-1) nacido de un proyecto alemán basado en un modelo de sumergible de 1918 (modelo Pu-111), que no llegó a ser construido entonces, y que fue ofrecido en 1926 por varios miembros de la marina alemana entre los que se encontraba el futuro jefe de la Inteligencia Militar alemana, en aquel entonces capitán de corbeta de la Reichsmarine Wilhelm Canaris a Horacio Echevarrieta propietario de los astilleros Echevarrieta y Larrinaga de Cádiz, con la intención de ofrecérselo a la Armada Española. Este buque fue un auténtico precursor de los futuros U-booten de la Segunda Guerra Mundial, siendo el prototipo de los dos sumergibles del Tipo IA, los U 25 y U 26.

## Historia
Los importantes consorcios de astilleros alemanes, Germaniawerft y AG Wesser, líder del grupo Deutsche Schiff- und Maschinenbau (Deschimag), con el secreto apoyo y beneplácito de la Reichsmarine, habían radicado en Róterdam una empresa, hasta cierto punto ficticia de ingeniería naval denominada NV Ingenieurskantoor voor Scheepsbouw (IvS), para soslayar las limitaciones impuestas por los artículos 188, 189 y 191, tal como se preparó el 28 de junio de 1919, entró en vigor el 10 de enero de 1920 del Tratado de Versalles, referente a la prohibición de construcción y uso de submarinos por la armada alemana. Sin embargo, la Entente ignoró toda la infraestructura de experiencia técnica que aún existía, heredada de la industria submarina alemana. Se solicitó la entrega de planos y documentación existente, pero al parecer nunca se llevó a cabo. No solo eso, el nuevo Jefe del Mando del Almirantazgo (Kommandoamt der Admiralität) de la Reichsmarine, el contralmirante Adolf von Trotha, consideró que el personal empleado en esta oficina de diseño, ahora de vuelta del servicio militar, era un potencial desperdiciado. Con ello, Alemania inició diversas actividades con el fin de no perder esta experiencia, y conocimiento. El vicealmirante Paul Behncke, que lo reemplazó y se retiró de la marina en 1924, estableció una organización completa para no perder este precioso potencial, que pudiera ser utilizado una vez fueran levantadas las restricciones impuestas; dicha oficina se dedicó a diseñar y con la colaboración de diversos astilleros construir submarinos de diseño alemán para algunas armadas. 
Utilizando para la construcción de sus diseños los astilleros Wilton-Fijenoord (WF) se dedicó a construir submarinos de diseño alemán para diversas marinas como dos unidades derivadas del tipo UB III para Turquía Clase Inönü, a los que siguieron otros contratos con Finlandia (Vesikko), Italia, Suecia, Rumanía, Chile, Argentina y Rusia.
Al general Miguel Primo de Rivera jefe del Directorio Militar, no se le escapó la importancia del arma submarina en la guerra naval moderna. En aquellos años quienes estaban más avanzados en la tecnología de la navegación sumergible eran los alemanes, ingleses e italianos, y atendiendo a unas hipotéticas necesidades de la Armada Española, se optó por la ingeniería alemana. En 1927 el empresario, industrial y político vasco Horacio Echevarrieta negoció con los alemanes, con la intermediación del ingeniero afincado en Bilbao Guillermo Pasch Juffernbruch, el montaje de un sumergible, con idea de vender el buque a la marina española una vez terminado.
Se colocó la quilla el 22 de marzo de 1929, y los astilleros anteriormente mencionados y algunas empresas alemanas y suizas empezaron a enviar planchas de acero, materiales elaborados y equipos a Cádiz, donde fueron montados con la ayuda de técnicos alemanes, no sin diversas dificultades por la falta de experiencia del personal del astillero, lo cual retrasó la botadura ocho meses. A todo esto, el buque en construcción no tenía nombre asignado, ya que no había sido encargado por ninguna armada, de modo que Echevarrieta lo denominó E-1, siendo botado el 22 de octubre de 1930. El submarino desplazaba 968 toneladas en inmersión, con seis tubos lanzatorpedos, cuatro a proa y dos en popa, y estaba impulsado por dos motores diésel M.A.N. de 1 400 cv., además de los eléctricos.
Cinco días después, el 27 de octubre de ese 1930, el rey Alfonso XIII, de visita en la ciudad con ocasión de la Jura de bandera de su hijo, el infante Don Juan de Borbón, en la Academia Naval Militar de San Fernando, estuvo a bordo conociendo los pormenores del buque. Las pruebas de mar del buque, que navegaba bajo bandera mercante española, comenzaron en mayo de 1931 y fueron realizadas por especialistas del arma submarina alemana, entre ellos Lothar von Arnauld de la Perière, un as de la I Guerra Mundial que había comandado el SM U-35. También estaba a bordo Harald Grosse, otro submarinista famoso, que al mando del U-34 hundiría el submarino C-3 de la Marina de Guerra de la República Española el 12 de diciembre de 1936 a 4 millas al sudeste del puerto de Málaga.
El buque se trasladó a la base naval de Cartagena para su evaluación, pero, el clima político había cambiado; en aquel momento, las preferencias miraban más hacia la tecnología submarina británica, a lo que se sumaban las cambiantes circunstancias políticas acaecidas con el advenimiento de la II República. Echevarrieta quiso vender el submarino a la Armada Española por casi ocho millones de pesetas, pero la armada rechazó el buque. Se intentó su venta en 1933 a Francia, Polonia y Yugoslavia y otra vez al Gobierno de la República Española pero, por diversos y prolijos motivos no tuvo éxito. El precio había subido a trece millones de pesetas. Poco después de los sucesos revolucionarios de octubre de 1934, sus representantes - el Sr. Echevarrieta estaba recluido en la Cárcel Modelo de Madrid por un asunto referente a la venta y traslado de a un alijo de armas para ser utilizadas en ese pronunciamiento – negociaron con Turquía una venta que se cerró en el verano de 1935 por 8 932 100 pesetas. Casualmente, el comandante de las pruebas de mar del submarino, Lothar von Arnauld de la Perière
En el puerto de Valencia el 27 de diciembre de 1934 fue abanderado con el pabellón de la Media Luna, recibiendo al mismo tiempo el nombre de "Gür". En julio de 1935 zarpaba desde Valencia con rumbo a Estambul. La tripulación a bordo estaba compuesta por cuatro oficiales turcos, el resto que navegó hasta Turquía de nacionalidad alemana. El Gür estuvo en servicio con la armada turca hasta 1947.